# Jessica Lindell-Vikarby
Jessica Lindell-Vikarby (Huddinge, Stockholms län, 7. veljače 1984.) - švedska umirovljena alpska skijašica. Debitirala je u listopadu 2002. godine, te ima dvije pobjede i još šest postolja u Svjetskom skijaškom kupu. Lindell-Vikarby sudjelovala je dvaput na ZOI i šest puta na svjetskim prvenstvima.

## Pobjede u Svjetskom skijaškom kupu
| Datum              | Mjesto održavanja | Disciplina      |
| ------------------ | ----------------- | --------------- |
| 26. siječnja 2009. | Cortina d'Ampezzo | superveleslalom |
| 1. prosinca 2013.  | Beaver Creek      | veleslalom      |

## Vanjske poveznice
- Švedski olimpijski odbor
- Službena stranica Jessice Lindell-Vikarby